# Декапрелевич, Леонард Леонардович
Леонард Леонардович Декапрелевич (груз. ლეონარდ დეკაპრელევიჩი; 13 (25) июля 1886 — 7 ноября 1981) — советский хозяйственный, государственный и политический деятель, доктор сельскохозяйственных наук, член-корреспондент Академии наук Грузинской ССР.

## Биография
Родился в 1886 году. Член КПСС.
С 1914 года — на хозяйственной, общественной и политической работе. В 1914—1981 годах — младший научный сотрудник, директор отдела селекции Тифлисского ботанического сада, преподаватель Тифлисского политехнического института, заведующий кафедрой генетики и селекции Тифлисского/Тбилисского сельскохозяйственного института.
Лауреат премии имени Н. И. Вавилова за серию работ в области ботанико-генетического и селекционного изучения культурных растений Закавказья 1973 года.
Умер в Тбилиси в 1981 году.